# Billy Horschel
William John Horschel (Grant-Valkaria, 7 dicembre 1986) è un golfista statunitense.

## Carriera
Professionista dal 2009, l'anno successivo riuscì ad ottenere la carta per poter giocare nel PGA Tour ma a causa di un infortunio riuscì a disputare soltanto quattro tornei.
Nel 2024 si è piazzato al secondo posto nel major The Open Championship ed ha vinto il BMW PGA Championship per la seconda volta, battendo ai playoff Rory McIlroy grazie ad un eagle nella seconda buca extra.

## Vittorie professionali (12)

### Vittorie PGA Tour (8)
| Legenda                       |
| World Golf Championships (1)  |
| Tornei FedEx (2)              |
| Altri tornei del PGA Tour (5) |

| Nr. | Data              | Torneo                                               | Punteggio       | Al par  | Margine | Secondo classificato     |
| --- | ----------------- | ---------------------------------------------------- | --------------- | ------- | ------- | ------------------------ |
| 1   | 28 aprile 2013    | Zurich Classic of New Orleans                        | 67-71-66-64=268 | −20     | 1 colpo | D. A. Points             |
| 2   | 7 settembre 2014  | BMW Championship                                     | 68-66-63-69=266 | −14     | 2 colpi | Bubba Watson             |
| 3   | 14 settembre 2014 | Tour Championship                                    | 66-66-69-68=269 | −11     | 3 colpi | Jim Furyk, Rory McIlroy  |
| 4   | 21 maggio 2017    | AT&T Byron Nelson                                    | 68-65-66-69=268 | −12     | Playoff | Jason Day                |
| 5   | 29 aprile 2018    | Zurich Classic of New Orleans (2) (con Scott Piercy) | 65-73-61-67=266 | −22     | 1 colpo | Jason Dufner e Pat Perez |
| 6   | 28 marzo 2021     | WGC-Dell Technologies Match Play                     | 2 and 1         | 2 and 1 | 2 and 1 | Scottie Scheffler        |
| 7   | 5 giugno 2022     | Memorial Tournament                                  | 70-68-65-72=275 | −13     | 4 colpi | Aaron Wise               |
| 8   | 21 aprile 2024    | Corales Puntacana Championship                       | 67-69-66-63=265 | −23     | 2 colpi | Wesley Bryan             |

Record negli spareggi (playoff) del PGA Tour (1-1)
| Nr. | Data | Torneo            | Punteggio                                                          | Al par                                     |
| --- | ---- | ----------------- | ------------------------------------------------------------------ | ------------------------------------------ |
| 1   | 2016 | RSM Classic       | Blayne Barber, Mackenzie Hughes, Henrik Norlander, Camilo Villegas | Ha perso con un par alla prima extra buca. |
| 2   | 2017 | AT&T Byron Nelson | Jason Day                                                          | Ha vinto con un par alla prima extra buca. |

### Vittorie European Tour (3)
| Legenda                      |
| ---------------------------- |
| World Golf Championships (1) |
| Eventi Flagship (1)          |
| Rolex Series (2)             |
| Altri European Tour (0)      |

| Nr. | Data              | Torneo                           | Punteggio       | Al par  | Margine | Secondo classificato                                 |
| --- | ----------------- | -------------------------------- | --------------- | ------- | ------- | ---------------------------------------------------- |
| 1   | 28 marzo 2021     | WGC-Dell Technologies Match Play | 2 and 1         | 2 and 1 | 2 and 1 | Scottie Scheffler                                    |
| 2   | 12 settembre 2021 | BMW PGA Championship             | 70-65-69-65=269 | −19     | 1 colpo | Kiradech Aphibarnrat, Laurie Canter, Jamie Donaldson |
| 3   | 22 settembre 2024 | BMW PGA Championship (2)         | 67-69-65-67=268 | −20     | Playoff | Thriston Lawrence, Rory McIlroy                      |

Record nei playoff European Tour (1–0)
| Nr. | Data | Torneo               | Punteggio                       | Al par                                         |
| --- | ---- | -------------------- | ------------------------------- | ---------------------------------------------- |
| 1   | 2024 | BMW PGA Championship | Thriston Lawrence, Rory McIlroy | Ha vinto con un eagle alla seconda extra buca. |

### Vittorie eGolf Professional Tour (1)
| Nr. | Data          | Torneo                | Punteggio       | Al par | Margine | Secondo classificato |
| --- | ------------- | --------------------- | --------------- | ------ | ------- | -------------------- |
| 1   | 8 agosto 2009 | Columbia Championship | 68-65-66-69=267 | −17    | 3 colpi | Dane Burkhart        |